# Ilybius lateralis
Ilybius lateralis là một loài bọ cánh cứng trong họ Bọ nước. Loài này được Gebler miêu tả khoa học năm 1832.